# Pasin Horyingsawad
Pasin Horyingsawad (thailändisch พศิน หอยิ่งสวัสด์; * 8. November 2002), auch als Joey bekannt, ist ein thailändischer Fußballspieler.

## Karriere
Pasin Horyingsawad stand von 2020 beim Chainat Hornbill FC unter Vertrag. Der Verein aus Chainat spielte in der zweiten thailändischen Liga, der Thai League 2. Sein Zweitligadebüt gab er am 13. Dezember 2020 beim Heimspiel gegen den Navy FC. Hier wurde er in der 90.+2 Minute für Kristada Srivanich eingewechselt. Das Spiel gewann Chainat mit 2:1. Das war auch sein einziges Zweitligaspiel für Hornbill. Ende Dezember 2021 wurde sein Vertrag nicht verlängert. Von Januar 2021 bis Ende August 2022 war er vertrags- und vereinslos. Am 27. August 2022 nahm ihn der Drittligist Chainat United FC unter Vertrag. Mit dem Verein, der ebenfalls in Chainat beheimatet ist, bestritt er neun Spiele in der Western Region der Liga. Nach einer Spielzeit wechselte er im Sommer 2023 zum ebenfalls in der Western Region spielenden Lopburi City FC. Nach einer Spielzeit, in der er 14 Ligaspiele bestritt, wechselte er im Sommer 2024 zum Ligarivalen Nonthaburi United FC.